# 235
Зміна імператора в Римській імперії. Розпочинається криза Римської імперії у 3 столітті. У Китаї триває період трьох держав, найбільшою державою на території Індії є Кушанська імперія, у Персії править династія Сассанідів.
На території лісостепової України Черняхівська культура. У Північному Причорномор'ї готи й сармати.

## Події
- 18 березня легіонери на германському кордоні бунтують і убивають імператора Александра Севера разом з його матір'ю. На цьому завершується династія Северів.
- Імператором Риму обраний Максимін Фракієць, перший варвар на імператорському престолі та перший з «солдатських імператорів».
- Папа римький Понтіан та антипапа Іполіт Римський за велінням Максиміана Фракійця заслані в копальні на Сардинію .
- Папою Римським стає Антер.

## Померли
- Александр Север
- Понтіан, папа римський.
- Іполіт Римський, антипапа.